# Woman Talk
Woman Talk — концертный альбом американской джазовой певицы Кармен Макрей, включающий треки, записанные во время серии концертов в Village Gate в Нью-Йорке в ноябре 1965 года и первоначально выпущенный на лейбле Mainstream Records в следующем году. Вторая половина концерта вышла в 1968 году на альбоме "Live" & Wailing. Полный концерт был собран на двойной пластинке 1973 года под названием Alive!.
Концерт проходил при участии постоянного аккомпаниатора Макрей Нормана Симмонса, а также постоянной ритм-группы.

## Отзывы критиков
| Оценки критиков               | Оценки критиков |
| Источник                      | Оценка          |
| ----------------------------- | --------------- |
| AllMusic                      | ·               |
| Encyclopedia of Popular Music | [ 4 ]           |

Дейв Натан из AllMusic присудил альбому три звезды и заявил: «В целом, очень приятный сет от певицы, которая, возможно, не совсем соответствует уровню Билли Холидей, Эллы Фицджеральд и Сары Вон, но которая, безусловно, достаточно близка к тому, чтобы быть причисленной к вокальной джазовой элите». Рон Уинн наградил альбом уже двумя звёздами, отметив богатый, поразительный вокал Макрей, её интерпретации и мастерскую подачу, но добавил, что альбому не хватает интимности. В журнале Billboard отметили, что «Кармен Макрей была в отличной певческой форме», а также, что она «эффектно справляется с задачей, поёт нежно или круто, в зависимости от требований репертуара». В журнале Cash Box написали: «Певица Кармен Макрей раскрывает всё очарование своего голоса с помощью этого сета. Мягко и непринуждённо работая на заднем плане, Жаворонок поёт блюзово-джазовые мелодии. Альбом должен получить тёплый приём у любителей хорошей музыки». В рецензии журнала Record World отметили, что не так много певиц, подходящих к тексту с таким ноу-хау, которое использует Кармен Макрей, но при этом она также знает, как действовать технически.

## Список композиций
1. «Sometimes I’m Happy» (Винсент Юманс, Ирвинг Сизар, Клиффорд Грей) — 3:27
2. «Don’t Explain» (Артур Херцог мл., Билли Холидей) — 4:15
3. «Woman Talk» (Джон Скотт, Кэрил Брамс) — 4:51
4. «Kick Off Your Shoes» (Сай Коулман, Мюррей Гранд) — 2:16
5. «The Shadow of Your Smile» (Джонни Мэндел, Пол Фрэнсис Уэбстер) — 3:53
6. «The Sweetest Sounds» (Ричард Роджерс) — 2:03
7. «Where Would You Be Without Me?» (Энтони Ньюли, Лесли Брикасс) — 2:34
8. «Feeling Good» (Энтони Ньюли, Лесли Брикасс) — 4:33
9. «Run, Run, Run» (Расс Фримен, Джей Рейзнер) — 2:30
10. «No More» (Тутти Камарата, Боб Расселл) — 3:19
11. «Look at That Face» (Энтони Ньюли, Лесли Брикасс) — 5:02
12. «I Wish I Were in Love Again» (Ричард Роджерс, Лоренц Харт) — 1:33

## Участники записи
- Кармен Макрей — вокал
- Рэй Бекенштейн — флейта
- Норман Симмонс — фортепиано
- Джо Пума — гитара
- Пол Бреслин — контрабас
- Фрэнк Северино — барабаны
- Хосе Мануал — бонго